# 漱玉泉

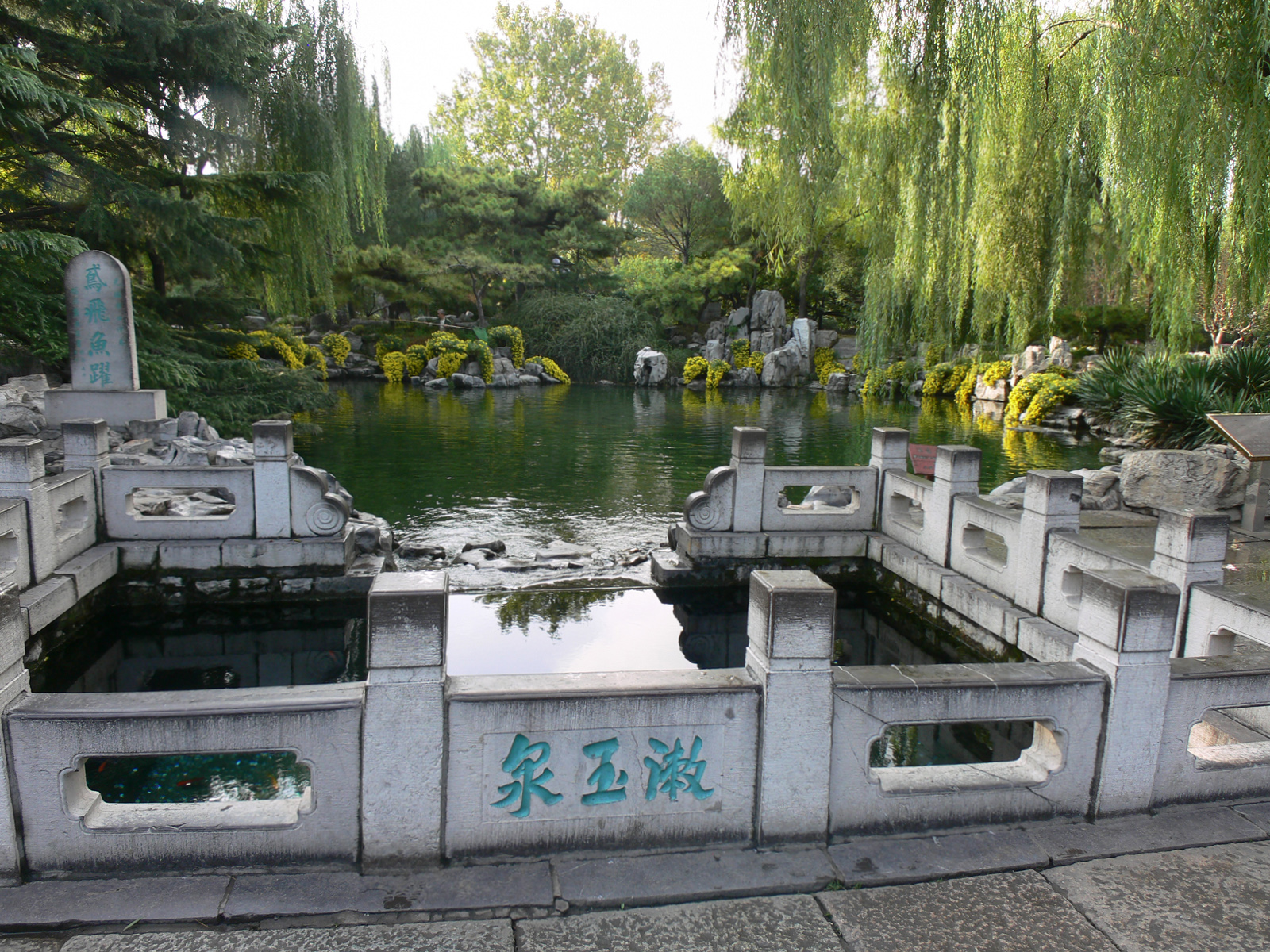
漱玉泉泉池

漱玉泉，位于山东省济南市历下区趵突泉公园内，李清照纪念堂南侧，为金代《名泉碑》、明代晏璧《七十二泉诗》和清代郝植恭《七十二泉记》所著录的济南七十二名泉之一，亦列入2004年4月评选的新七十二名泉中，隶属趵突泉泉群。
该泉泉名由刘义庆《世说新语·排调·第二十五》中的“漱石枕流”这一典故演化而来，为一长方形石砌泉池，长4.8米，宽3.1米，深2米，东、西、北三面均围以石雕栏杆，其中北侧栏板上嵌有“漱玉泉”名刻，为济南当代书画家关友声题写。泉水自池底或池壁涌出，然后由南侧的自然石上漫石穿隙，如同漱玉，汇入一自然形的石砌水塘。
相传宋代女词人李清照常在泉畔构思词作，掬水梳妆，其作品集《漱玉集词》即因泉而得名（已散佚，现存的《漱玉词》为后人辑佚而成）。为纪念李清照，1959年在池北岸丁宝祯祠旧址上辟建了李清照纪念堂。近年考证认为，李清照为章丘明水附近人，并未在济南市区和历城居住，所以在章丘百脉泉公园内的“清照园”中亦新建了一处同名泉池。

## 图片库

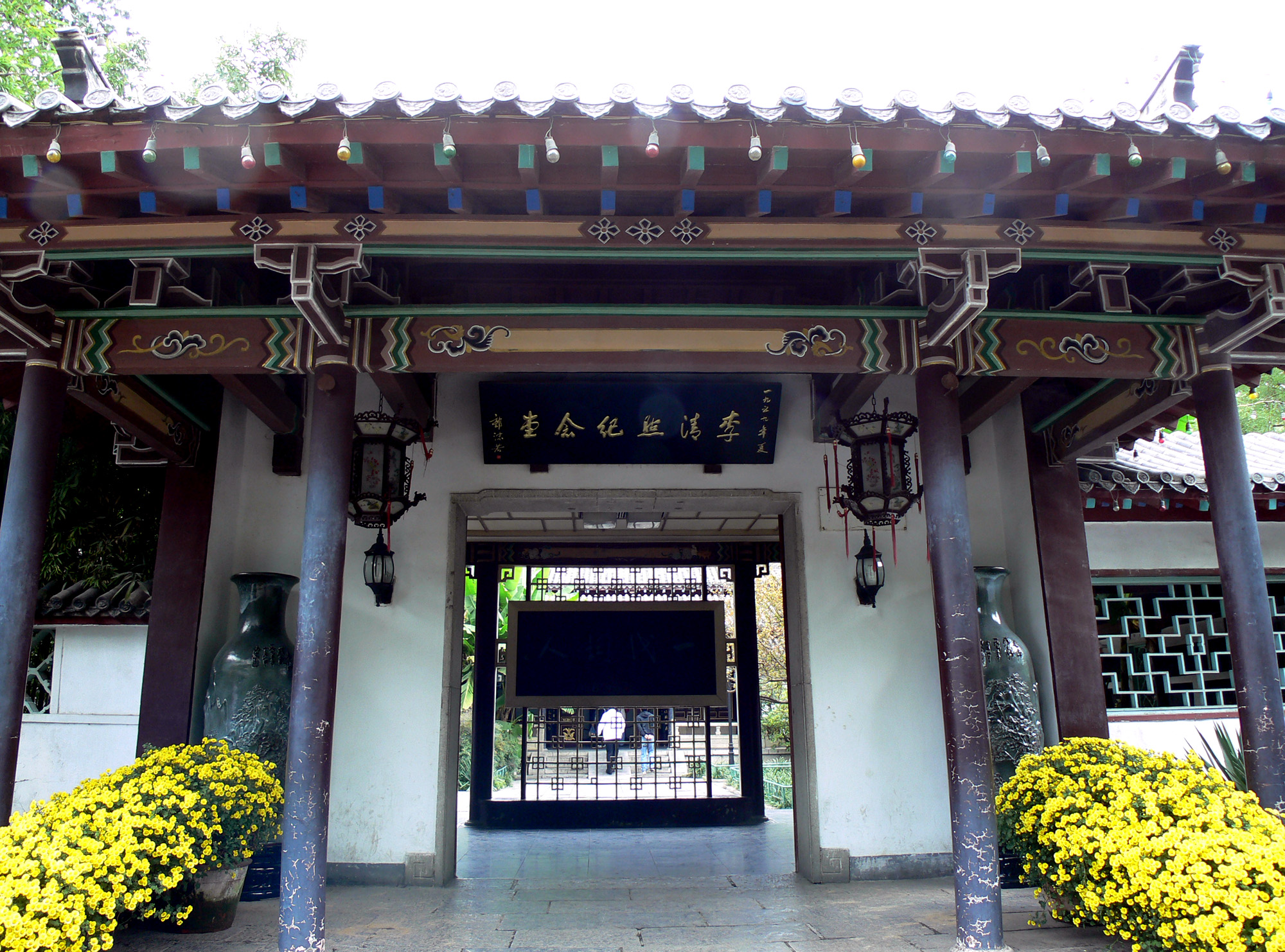
泉池北侧的李清照纪念馆
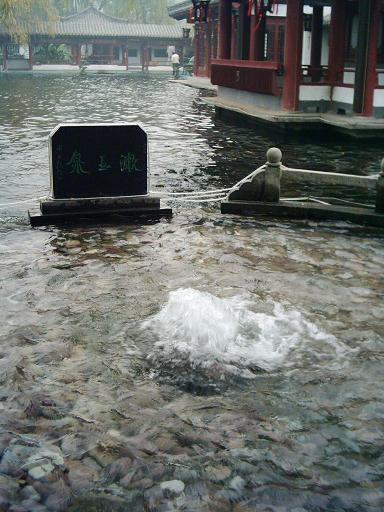
章丘百脉泉公园内的漱玉泉
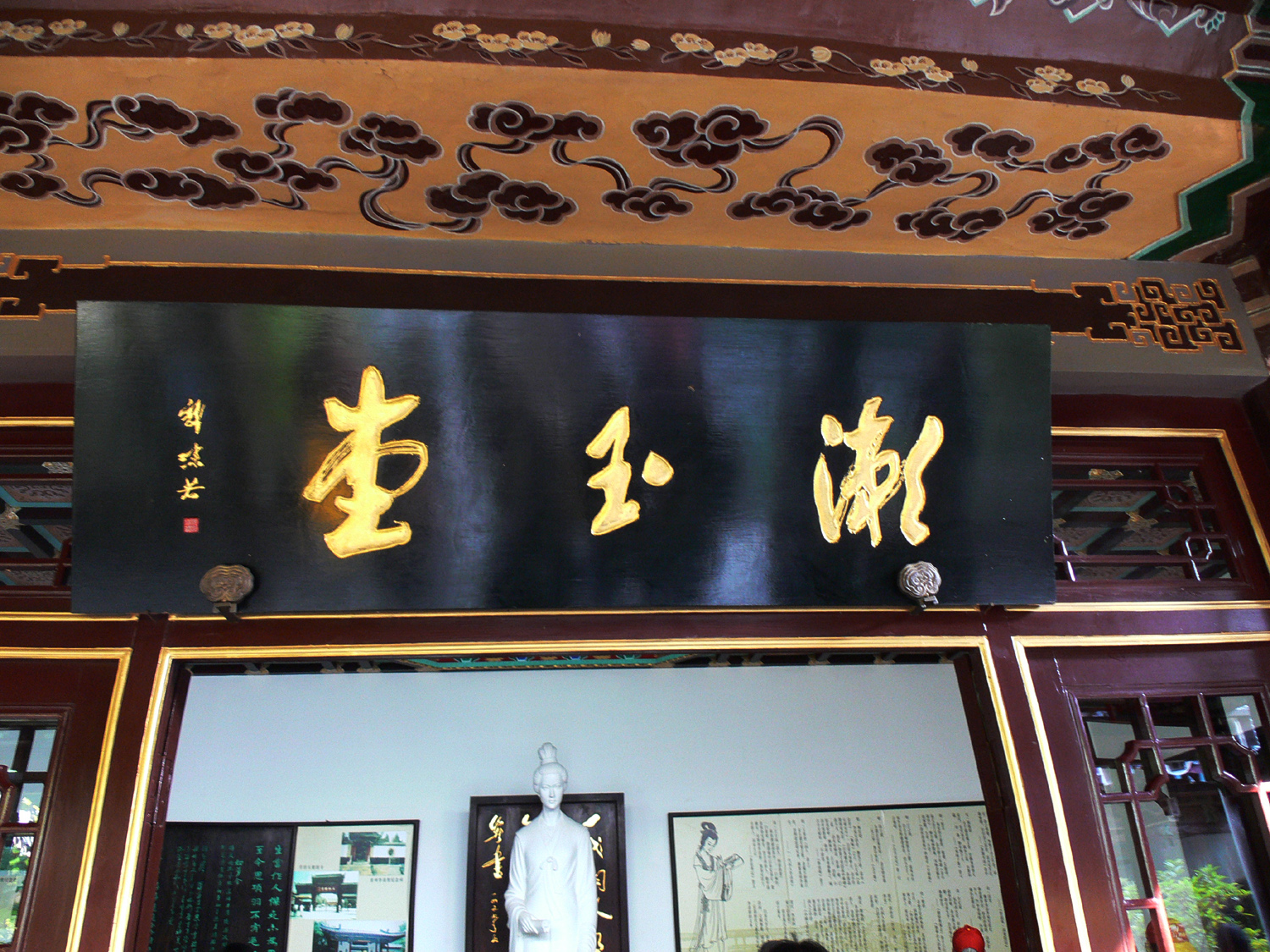
清照园中的漱玉堂匾额